# Tomohiro Shinno
Tomohiro Shinno (真野 友博?, Shinno Tomohiro; Hiroshima, 17 agosto 1996) è un altista giapponese.
Ha vinto gli assoluti giapponesi nel 2020 e nel 2022 con un salto di 2,30 m.

## Palmarès
| Anno | Manifestazione  | Sede     | Evento        | Risultato | Prestazione | Note |
| ---- | --------------- | -------- | ------------- | --------- | ----------- | ---- |
| 2022 | Mondiali        | Eugene   | Salto in alto | 8º        | 2,27 m      |      |
| 2023 | Mondiali        | Budapest | Salto in alto | 31° (q)   | 2,18 m      |      |
| 2023 | Giochi asiatici | Hangzhou | Salto in alto | Bronzo    | 2,29 m      |      |
| 2024 | Giochi olimpici | Parigi   | Salto in alto | 23º (q)   | 2,20 m      |      |